# Mount Gjertsen
Mount Gjertsen är ett berg i Antarktis. Det ligger i den centrala delen av kontinenten. Inget land gör anspråk på området. Toppen på Mount Gjertsen är 2 420 meter över havet, eller 455 meter över den omgivande terrängen. Bredden vid basen är 2,3 km.
Terrängen runt Mount Gjertsen är varierad. Trakten är obefolkad. Det finns inga samhällen i närheten. 